# آلفرد ارل
آلفرد ارل (انگلیسی: Alfred Earl; ۱۹ مارس ۱۹۰۳ – ۱۷ اوت ۱۹۵۱) بازیکن فوتبال اهل بریتانیا بود.
از باشگاه‌هایی که در آن بازی کرده‌است می‌توان به باشگاه فوتبال وستهام یونایتد اشاره کرد.